# Syllis singulisetis
Syllis singulisetis är en ringmaskart som beskrevs av Grube 1878. Syllis singulisetis ingår i släktet Syllis och familjen Syllidae. Inga underarter finns listade i Catalogue of Life.